# Kastelholm

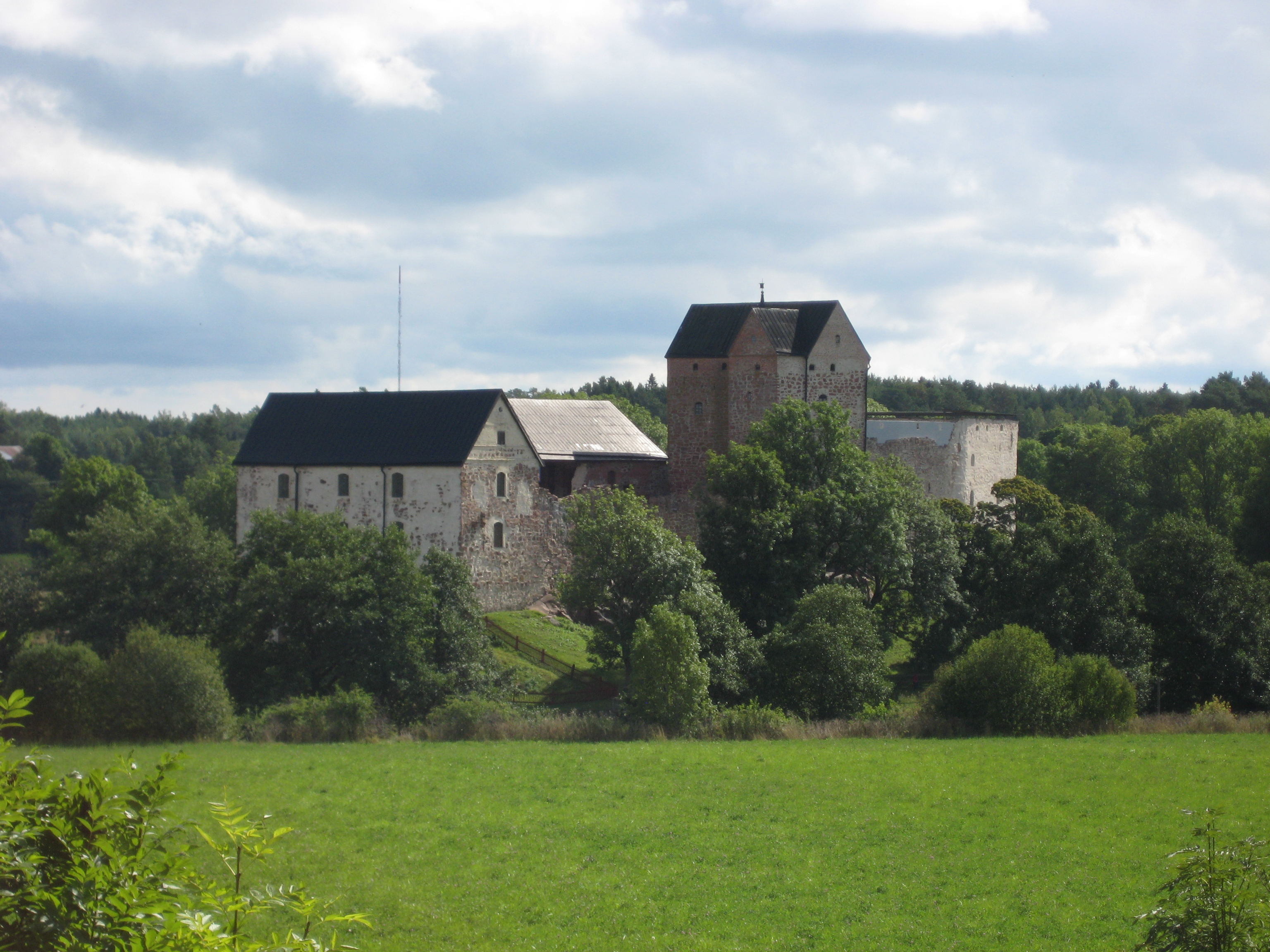
Kastelholm

Kastelholm (schwedisch: Kastelholms slott, finnisch: Kastelholma) ist ein mittelalterliches Schloss in Sund, auf der finnischen Inselgruppe Åland. Das burgartige Schloss wurde auf einer kleinen Insel gebaut, die von einem Wassergraben gefüllt mit Pfählen umgeben ist. Kastelholm ist für die Geschichte Ålands sehr bedeutungsvoll und ist heutzutage touristischer Anziehungspunkt. Das aus dem 14. Jahrhundert stammende Bauwerk gehört zu den ältesten der Insel. In einem Flügel des Schlosses befindet sich das Kulturhistorische Museum der schwedischsprachigen Ålandinseln. 
Direkt neben dem Schloss befinden sich das Freilichtmuseum Jan Karlsgården sowie das Gefängnismuseum Vita Björn.

## Geschichte

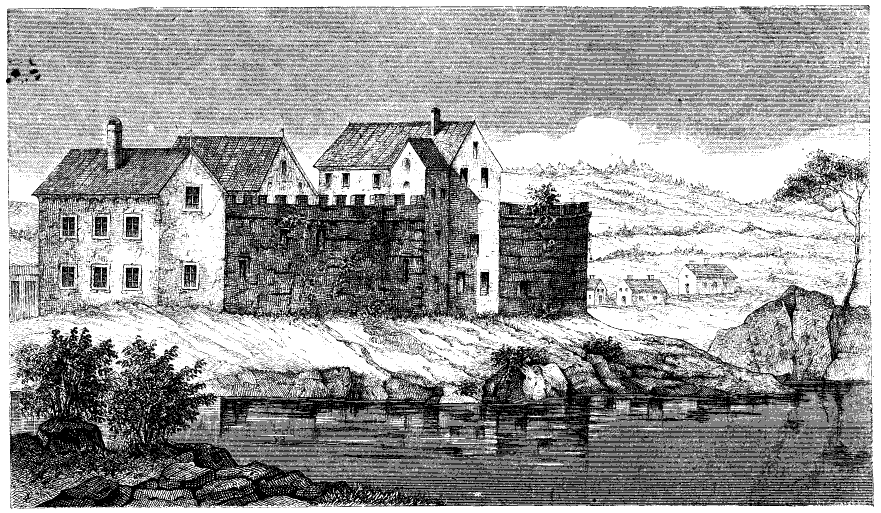
Historische Darstellung von Kastelholm (Ende 17. Jahrhundert)

Als Baudatum von Schloss Kastelholm wird das Jahr 1384 vermutet. Zum ersten Mal urkundlich erwähnt wurde Kastelholm 1388 in einem Vertrag von Königin Margarethe I. von Dänemark. Das Schloss stellte einen Großteil ihres Erbes dar, den sie vom Großgrundbesitzer Bo Jonsson Grip erhielt. Schloss Kastelholm war ein strategisch wichtiger Verteidigungspunkt. Eine Schrift von 1525 beschreibt es als „Schlüssel zu Schweden“, die den wichtigen Vorposten in der Verteidigung Stockholms illustriert. 
Die Blütezeit des Schlosses war im 15. und 16. Jahrhundert. König Johann III. hielt hier seinen abgesetzten Bruder Erik XIV. bis zum Herbst 1571 gefangen. Das Schloss wurde 1598 während der Gefechte von König Karl IX. durch Joachim Scheel im Bürgerkrieg zerstört, 1599 erneut. Erst 1631 beseitigte man die Schäden. 1745 brannte das Schloss fast vollständig aus. Die Ruine wurde in den 1770er Jahren aufgegeben. Inzwischen sind weite Teile des Schlosses wieder rekonstruiert.